# Żeberka

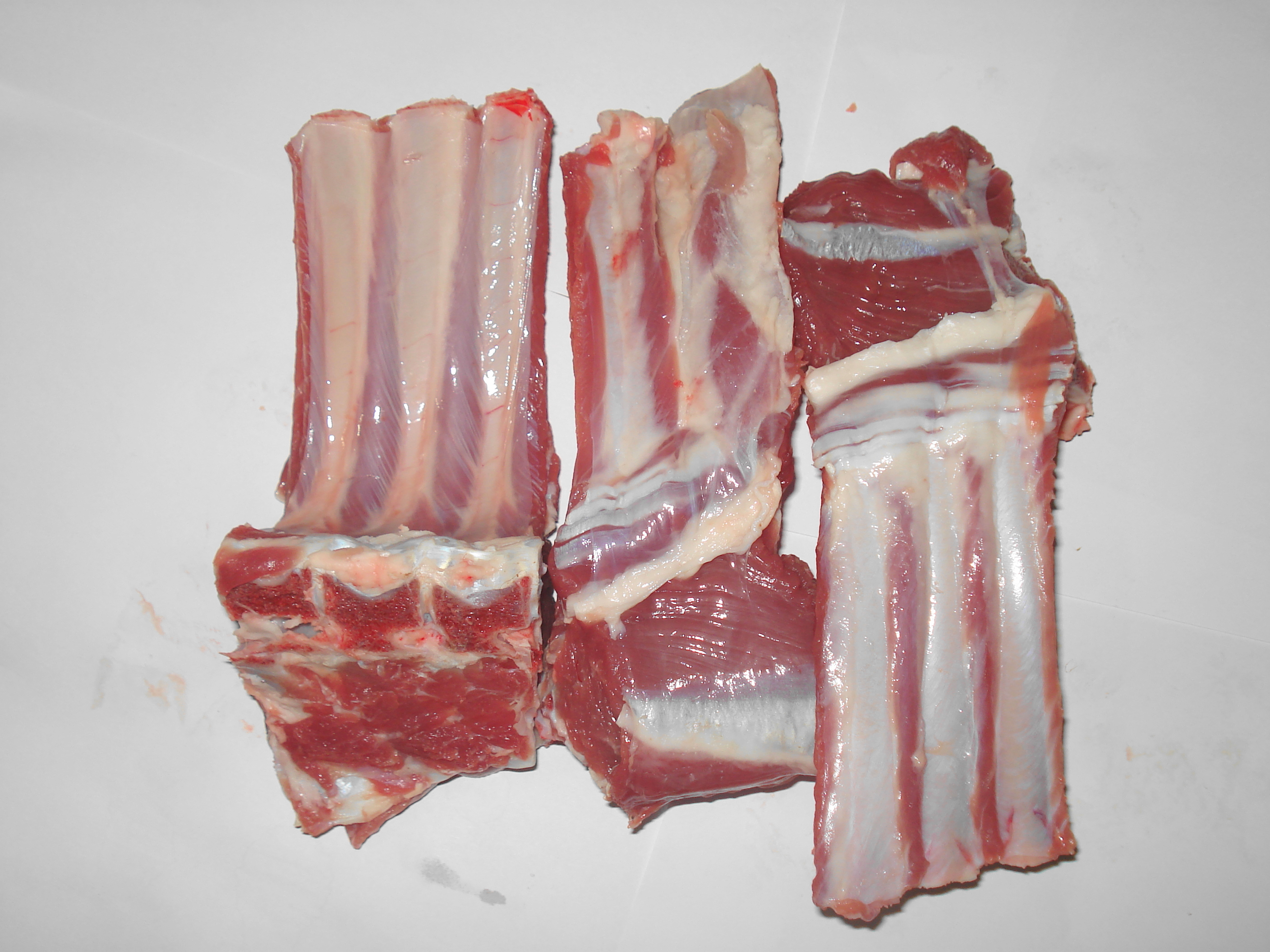
Żeberka

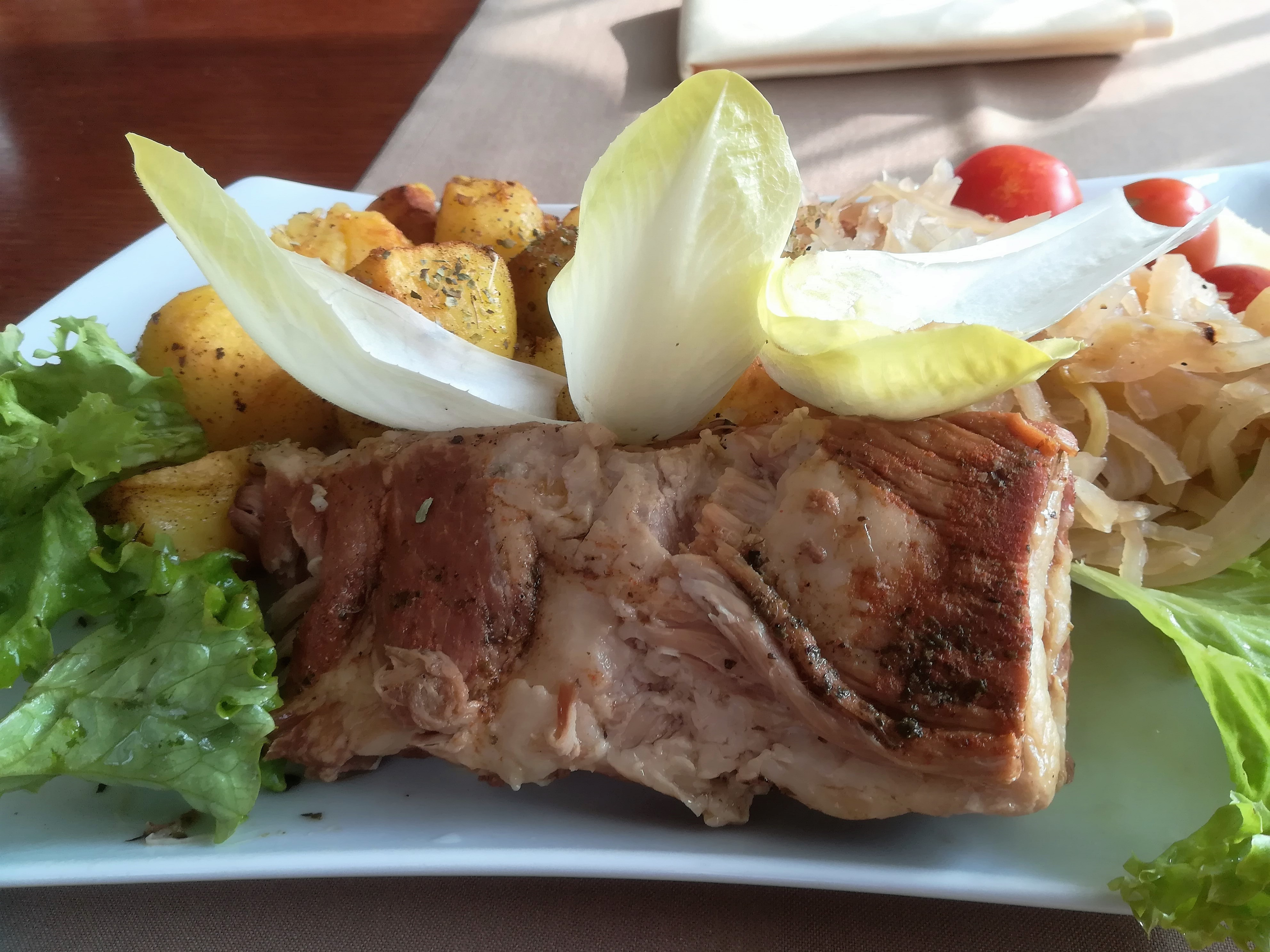
Żeberka (potrawa)

Żeberka – element handlowy pozyskany z półtuszy wieprzowej z kością z części brzusznej odcięta od schabu po linii prostopadłej w odległości 3 cm od przyczepu żeber, a następnie po linii biegnącej poniżej dolnej krawędzi mostka i żeber chrząstkowych z przodu po przedniej krawędzi kości żeber, od tyłu po tylnej krawędzi kości ostatniego żebra. 
Wycinając przy żebrach powinna zostać cienka warstwa mięsa od boczku. W skład żeberka wchodzą wszystkie kości żeber i mięśnie międzyżebrowe.
Powierzchnia powinna być czysta, nie zakrwawiona, bez pomiażdżonych kości. Nie dopuszcza się obecności śluzu i nalotu pleśni. Części rozmrożone mogą być wilgotne. Dopuszcza się lekkie przekrwienia od podgardla. Barwa mięśni jasnoróżowa do czerwonej. Dopuszcza się zmatowienia. Barwa tłuszczu biała z odcieniem kremowym lub lekko różowym, w przypadku mięsa i tłuszczu mrożonego dopuszcza się nieznaczne zszarzanie barwy na powierzchni. Zapach swoisty charakterystyczny dla mięsa świeżego bez oznak zaparzenia i rozpoczynającego się psucia, niedopuszczalny zapach płciowy.